# (6980) Kyusakamoto
(6980) Kyusakamoto es un asteroide perteneciente al cinturón de asteroides, descubierto el 16 de septiembre de 1993 por Kin Endate y el también astrónomo Kazuro Watanabe desde el Observatorio de Kitami, Hokkaidō, Japón.

## Designación y nombre
Designado provisionalmente como 1993 SV1. Fue nombrado Kyusakamoto en honor al cantante japonés Kyu Sakamoto conocido cariñosamente como Kyu-chan. Sus canciones "Mirando hacia arriba mientras camino", "Mira a las estrellas en la noche" fueron dos de sus grandes éxitos.

## Características orbitales
Kyusakamoto está situado a una distancia media del Sol de 2,833 ua, pudiendo alejarse hasta 2,964 ua y acercarse hasta 2,703 ua. Su excentricidad es 0,046 y la inclinación orbital 3,291 grados. Emplea 1742 días en completar una órbita alrededor del Sol.

## Características físicas
La magnitud absoluta de Kyusakamoto es 12,4. Tiene 8,791 km de diámetro y su albedo se estima en 0,301.